# اس‌اس مونا
اس‌اس مونا ممکن است به یکی از موارد زیر اشاره داشته باشد:
- اس‌اس مونا (۱۸۳۲)
- اس‌اس مونا (۱۸۷۸)
- اس‌اس مونا (۱۸۸۹)
- اس‌اس مونا (۱۹۰۷)